# 草埠湖镇
草埠湖镇，是中华人民共和国湖北省宜昌市当阳市下辖的一个乡镇级行政单位。

## 行政区划
草埠湖镇下辖以下地区：
镇头山社区、马窑村、楚湖村、新河村、郑湖村、台渡村、南湖村、张闸村、楚城村、邵冲村、符台村、金龙村、开源村、镇南村和高台村。